# 樂旅人
樂旅人（英語：Music Traveler）為推廣古典音樂的部落格網站，由耶魯大學音樂院在校生中提琴家周昀與大提琴家楊婷喻創辦於2014年。其文章不定期由台灣天下雜誌換日線、台灣謬思客雜誌、世界新聞週報等收錄。

## 音樂會
| 日期       | 主題                         | 音樂會地點           |
| ---------- | ---------------------------- | -------------------- |
| 2014/08/22 | 樂旅人 Music Traveler 音樂會 | 彰化縣員林演藝廳     |
| 2017/06/10 | 樂旅人一百三十年巡迴音樂會   | 台北國家演奏廳       |
| 2017/06/13 | 樂旅人一百三十年巡迴音樂會   | 台中國家歌劇院中劇院 |

## 展覽
2016年樂旅人創辦人周昀獲美國新英格蘭音樂院創業獎返台於台中草悟廣場舉辦社會實驗性質展覽「音樂與你我那一分鐘」。展期累積三千人參觀，並接受A Day Magazine、自由時報、聯合新聞網、平傳媒等媒體訪問。展覽結束後紀錄短片於Youtube發表，受邀為美國Huffington Post攥寫文章。

## 相關網站
- 漸快 ACCEL. （页面存档备份，存于），為2017年上線的音樂留學網站[17]。